# 아누라다푸라구

아누라다푸라 구

아누라다푸라구(싱할라어: අනුරාධපුර දිස්ත්‍රික්කය, 타밀어: அனுராதபுரம் மாவட்டம்)는 스리랑카를 구성하는 25개 구 가운데 하나로 행정 중심지는 아누라다푸라이며 면적은 7,179km2, 인구는 856,232명(2012년 기준)이다. 행정 구역상으로는 중북부 주에 속한다.